# Philippe Barroso
Philippe Barroso (Pau, 1º agosto 1955) è un ex sciatore alpino francese.

## Biografia
Specialista delle prove tecniche, Barroso ottenne il primo risultato internazionale in occasione dei Mondiali di Sankt Moritz 1974, dove si classificò 9º nello slalom speciale, e l'unico piazzamento in Coppa del Mondo il 14 dicembre 1975 a Madonna di Campiglio in slalom gigante (9º). Ai XII Giochi olimpici invernali di Innsbruck 1976, sua unica presenza olimpica, fu 25º nello slalom gigante e in quella stessa stagione 1975-1976, l'ultima in cui ottenne risultati agonistici, vinse anche il titolo nazionale nella medesima specialità.

## Palmarès

### Coppa del Mondo
- Miglior piazzamento in classifica generale: 56º nel 1976

### Campionati francesi
- 2 ori (combinata nel 1973; slalom gigante nel 1976)[senza fonte]